# Partit de la Nova Democràcia
El Partit de la Nova Democràcia (portuguès: Partido da Nova Democracia, PND) és un partit polític de Guinea Bissau.
El partit va ser creat per Mamadu Iaia Djaló en 2007. Va obtenir un sol escó a l'Assemblea Nacional Popular a les eleccions legislatives de 2008. A les eleccions presidencials de 2009 va donar suport la candidatura Djaló que va acabar quart amb un 3% dels vots.
El 20 de desembre de 2021 va morir el fundador del partit Mamadu Iaia Djaló.
Al eleccions generals de 2014 el partit va obtenir un sol escó a l'Assemblea Nacional Popular, mentre que Djaló quedà cinquè a les eleccions presidencials amb el 5% dels vots.